# Lakeland Village
Lakeland Village és una concentració de població designada pel cens dels Estats Units a l'estat de Califòrnia. Segons el cens del 2000 tenia 5.626 habitants.

## Demografia
Segons el cens del 2000, Lakeland Village tenia 5.626 habitants, 1.966 habitatges, i 1.338 famílies. La densitat de població era de 940,4 habitants/km².
Dels 1.966 habitatges en un 38,6% hi vivien nens de menys de 18 anys, en un 49,9% hi vivien parelles casades, en un 11,8% dones solteres, i en un 31,9% no eren unitats familiars. En el 23,8% dels habitatges hi vivien persones soles el 7,6% de les quals corresponia a persones de 65 anys o més que vivien soles. El nombre mitjà de persones vivint en cada habitatge era de 2,86 i el nombre mitjà de persones que vivien en cada família era de 3,42.
Per edats la població es repartia de la següent manera: un 30,9% tenia menys de 18 anys, un 8,6% entre 18 i 24, un 31,4% entre 25 i 44, un 20% de 45 a 60 i un 9,1% 65 anys o més.
L'edat mediana era de 33 anys. Per cada 100 dones de 18 o més anys hi havia 102,2 homes.
La renda mediana per habitatge era de 34.136 $ i la renda mediana per família de 36.528 $. Els homes tenien una renda mediana de 31.634 $ mentre que les dones 26.356 $. La renda per capita de la població era de 14.922 $. Entorn del 14,3% de les famílies i el 16,5% de la població estaven per davall del llindar de pobresa.

## Poblacions més properes
El següent diagrama mostra les poblacions més properes.